# Талоза
Та́лоза — моносахарид из группы гексоз с эмпирической формулой C6H12O6, принадлежит к альдозам.

## Строение молекулы
Талоза является эпимером галактозы, то есть оба эти углевода отличаются исключительно по конфигурации групп при атоме углерода соседнего с альдегидогруппой (так называемом асимметричном α-атоме).
Талоза может существовать в виде α- и β-галактозы:
| Изомеры D-талозы | Изомеры D-талозы | Изомеры D-талозы |
| Линейная форма   | Проекция Хеуорса | Проекция Хеуорса |
| ---------------- | ---------------- | ---------------- |
|                  | α-D-талофураноза | β-D-талофураноза |
| α-D-талопираноза | β-D-талопираноза |                  |

α-D-талофураноза — (2S,3S,4R,5S)-5-((R)-1,2-дигидроксиэтил)оксолан-2,3,4-триол

α-L-талофураноза — (2R,3R,4S,5R)-5-((S)-1,2-дигидроксиэтил)оксолан-2,3,4-триол

β-D-талофураноза — (2R,3S,4R,5S)-5-((R)-1,2-дигидроксиэтил)оксолан-2,3,4-триол

β-L-талофураноза — (2S,3R,4S,5R)-5-((S)-1,2-дигидроксиэтил)оксолан-2,3,4-триол

α-D-талопираноза — (2S,3S,4S,5R,6R)-6-(гидроксиметил)оксан-2,3,4,5-тетраол

α-L-талопираноза — (2R,3R,4R,5S,6S)-6-(гидроксиметил)оксан-2,3,4,5-тетраол

β-D-талопираноза — (2R,3S,4S,5R,6R)-6-(гидроксиметил)оксан-2,3,4,5-тетраол

β-L-талопираноза — (2S,3R,4R,5S,6S)-6-(гидроксиметил)оксан-2,3,4,5-тетраол

## Физические и химические свойства
При восстановлении талоза дает шестиатомный спирт галактит или дульцит (1,2,3,4,5,6-гексагидроксогексан), образующийся также при восстановлении галактозы. При окислении талозы получают двухосновную талослизевую кислоту (оптически деятельная), которая при нагревании с пиридином изомеризуется в слизевую кислоту (оптически не деятельная).

## Биологическая роль, получение и применение
В природе талоза не встречается, так как относится к группе искусственно синтезированных углеводов. Получают её из D-галактоновой кислоты, которая при нагревании с хинолином превращается в стереоизомерную D-талоновую кислоту, при восстановлении которой образуется D-талоза в виде сиропа.